# Eugene Iglesias
Pour les articles homonymes, voir Iglesias.

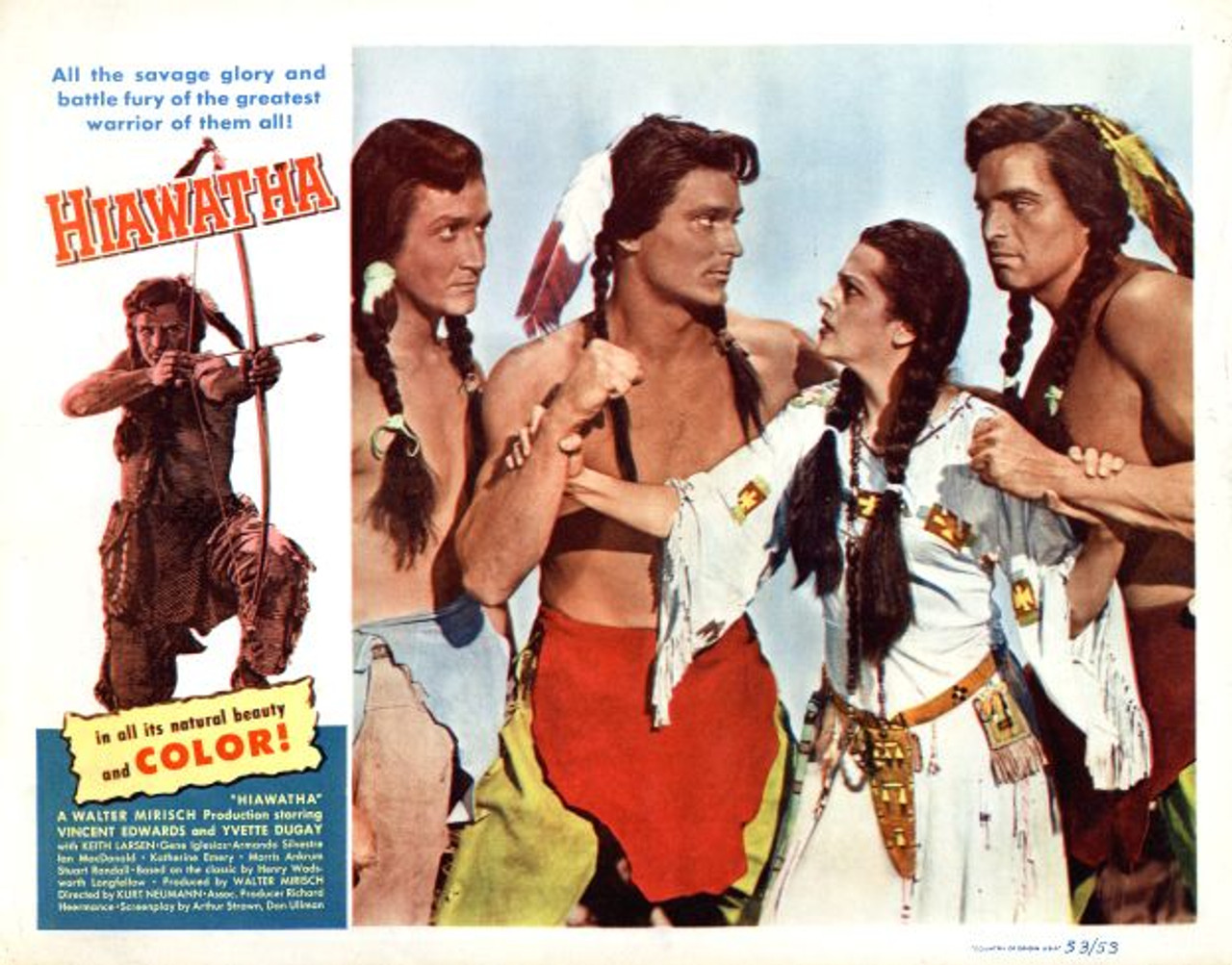
Hiawatha (1952, poster promotionnel),
avec Eugene Iglesias, Keith Larsen, Yvette Dugay et Vince Edwards (de g. à d.)

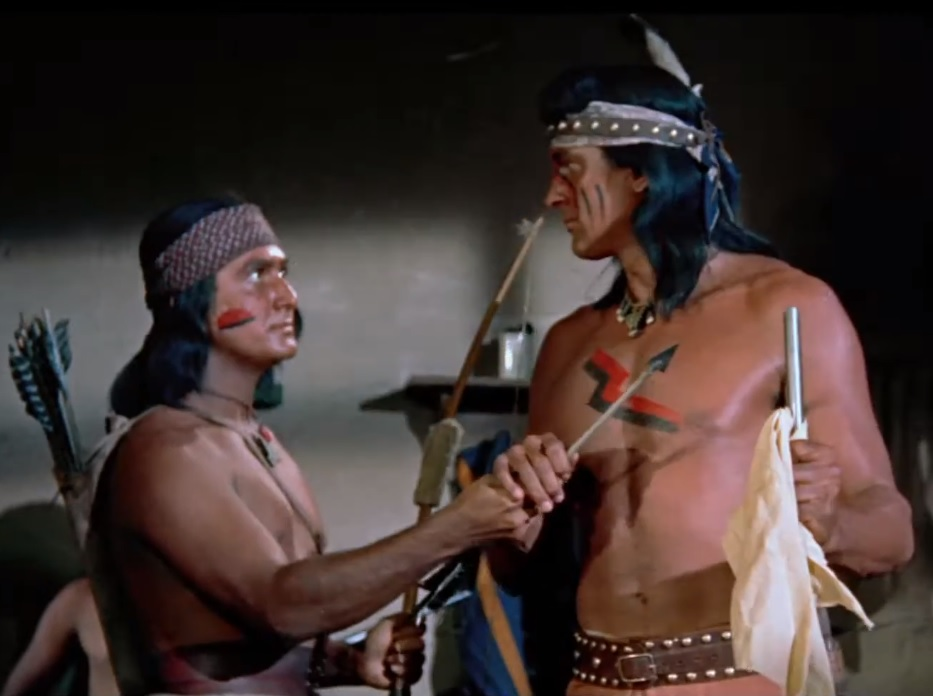
Taza, fils de Cochise (1954),
avec Eugene Iglesias (à g.) et Rock Hudson

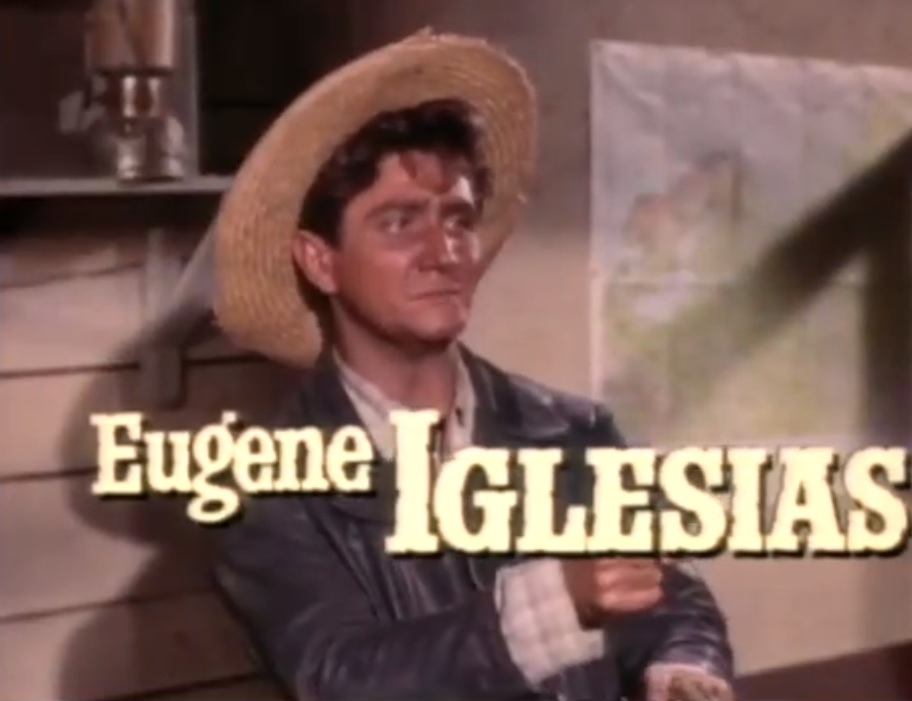
Dans Le Bandit (1955, bande-annonce)

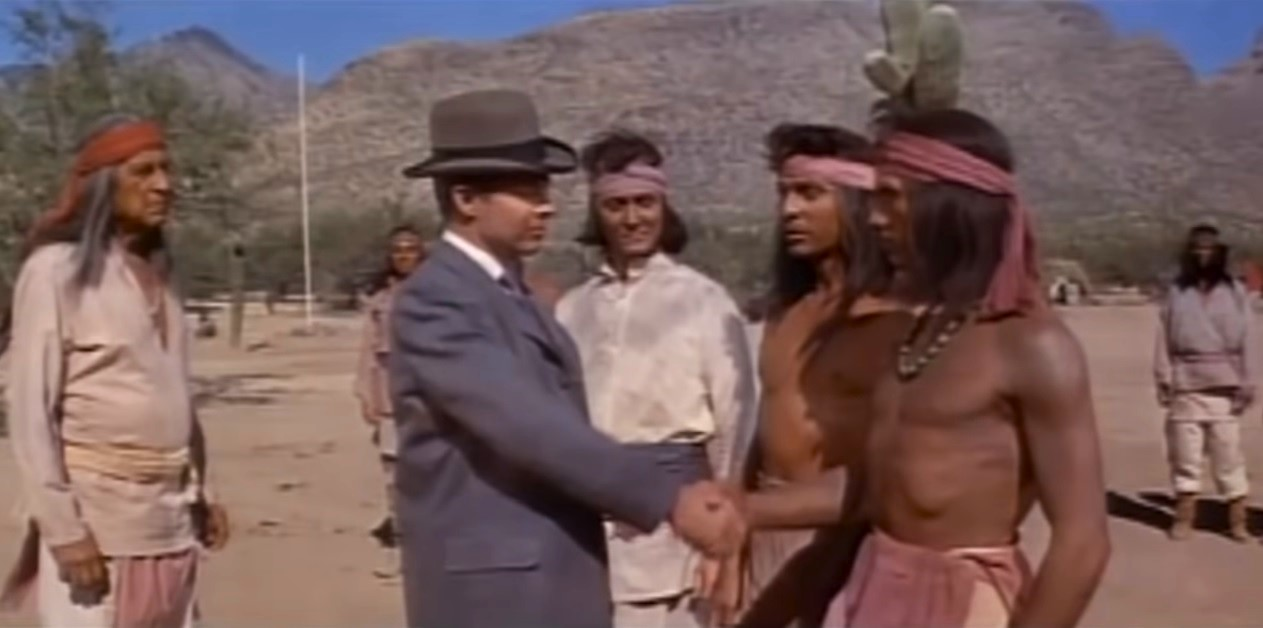
L'Homme de San Carlos (1956), avec Audie Murphy en costume et Eugene Iglesias en tenue blanche

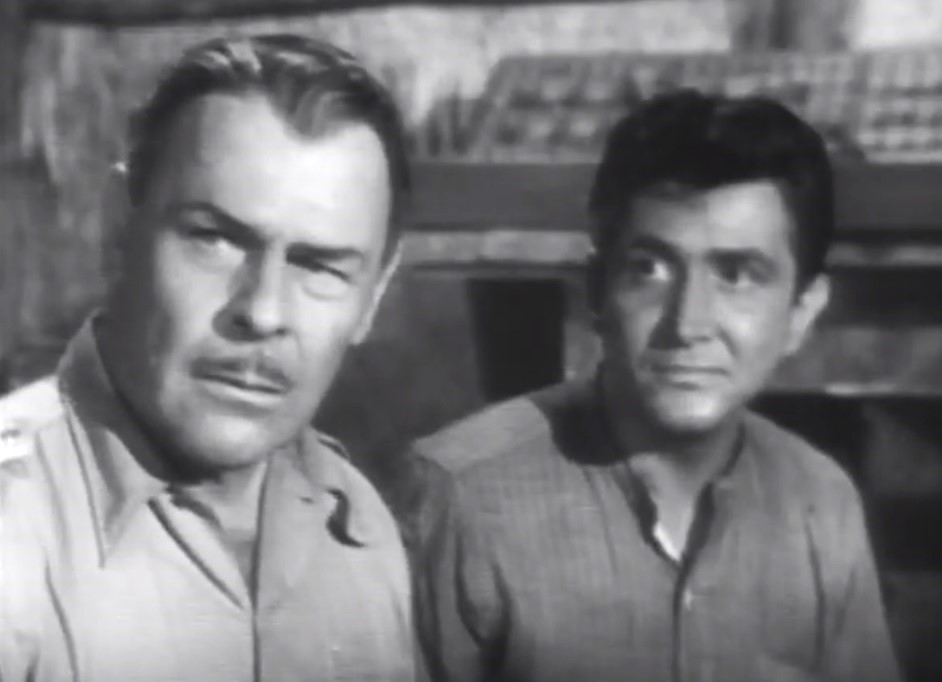
Série Crossroads, épisode Mr. Liberty Bell (1955), avec Brian Donlevy (à g.) et Eugene Iglesias

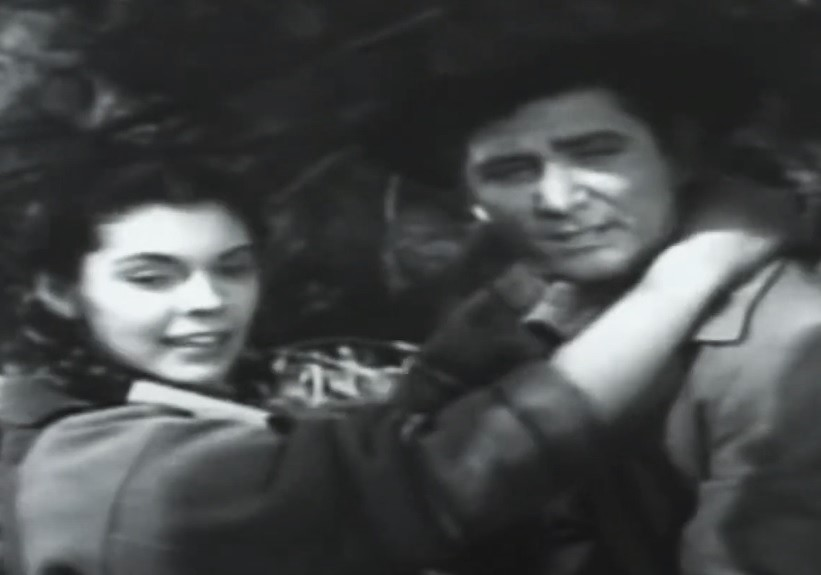
Série Frontier Doctor, épisode Superstition Mountain (1959), avec Gail Kobe et Eugene Iglesias

Eugene « Gene » Luis Francisco Iglesias Carrillo, né le 3 décembre 1926 à San Juan (Porto Rico) et mort le 4 février 2023 à Lamesa (comté de Dawson, Texas), est un acteur américain, connu comme Eugene Iglesias (parfois crédité Gene Iglesias).

## Biographie
Contribuant largement au genre du western durant son assez brève carrière au cinéma (notamment dans des rôles d'indiens), Eugene Iglesias participe à vingt-trois films américains, les deux premiers sortis en 1951, dont L'Épée de Monte Cristo de Phil Karlson (avec John Derek et Anthony Quinn). 
Suivent entre autres Duel sans merci de Don Siegel (1952, avec Audie Murphy et Faith Domergue), Taza, fils de Cochise de Douglas Sirk (1954, avec Rock Hudson dans le rôle-titre et Barbara Rush), L'Homme de San Carlos de Jesse Hibbs (1956, avec Audie Murphy et Anne Bancroft), Cow-boy de Delmer Daves (1958, avec Glenn Ford et Jack Lemmon) et La Fureur des Apaches de William Witney (1964, avec Audie Murphy et Linda Lawson). Son dernier film est Détective privé de Jack Smight (1966, avec Paul Newman et Lauren Bacall).
À la télévision américaine, outre un téléfilm (1963), il apparaît dans quarante-huit séries à partir de 1953. Citons La Flèche brisée (deux épisodes, 1956-1957), Les Incorruptibles (quatre épisodes, 1959-1962), Les Aventuriers du Far West (quatre épisodes, 1962-1964) et Les Mystères de l'Ouest (deux épisodes, 1966-1969).
La dernière série d'Eugene Iglesias est La Sœur volante (un épisode, 1970), après laquelle il se retire définitivement des écrans. Il meurt début 2023, à 96 ans.

## Filmographie partielle

### Cinéma
- 1951 : La Corrida de la peur (The Brave Bulls) de Robert Rossen : Pepe Bello
- 1951 : L'Épée de Monte Cristo (Mask of the Avenger) de Phil Karlson : Rollo D'Anterras
- 1952 : Californie en flammes (California Conquest) de Lew Landers : Ernesto Brios
- 1952 : Hiawatha (titre original) de Kurt Neumann : Chibiabos
- 1952 : Duel sans merci (The Duel at Silver Creek) de Don Siegel : « Johnny Sombrero »
- 1952 : Les Derniers Jours de la nation Apache (en) (Indian Uprising) de Ray Nazarro : Sergent Ramirez
- 1953 : À l'est de Sumatra (East of Sumatra) de Budd Boetticher : Paulo
- 1953 : Qui est le traître ? (Tumbleweed) de Nathan Juran : Tigre
- 1953 : À bout portant (en) (Jack McCall, Desperado) de Sidney Salkow : Grey Eagle
- 1954 : La Ruée sanglante (They Rode West) de Phil Karlson : Red Leaf
- 1954 : Taza, fils de Cochise (Taza, Son of Cochise) de Douglas Sirk : Chato
- 1955 : La Vénus des mers chaudes (Underwater!) de John Sturges : Miguel Vega
- 1955 : Le Bandit (The Naked Dawn) d'Edgar Georg Ulmer : Manuel Lopez
- 1956 : L'Homme de San Carlos (Walk the Proud Land) de Jesse Hibbs : Chato
- 1958 : Cow-boy (Cowboy) de Delmer Daves : Don Manuel Arriega
- 1959 : Rio Bravo de Howard Hawks : le premier homme de main de Burdette tué
- 1964 : La Fureur des Apaches (Apache Rifles) de William Witney : Caporal Ramirez
- 1965 : Piège au grisbi (The Money Trap) de Burt Kennedy : le père
- 1966 : Détective privé (Harper) de Jack Smight : Felix

### Télévision
(séries, sauf mention contraire)
- 1954 : Badge 714 (Dragnet), saison 4, épisode 8 The Big Bar de Jack Webb : Juan Pedillo
- 1954-1958 : Schlitz Playhouse of Stars
  - Saison 4, épisode 9 No Rescue (1954) de Jus Addiss
  - Saison 7, épisode 34 Lottery for Revenge (1958) de Don Weis
- 1955 : Cheyenne, saison 1, épisode 4 Border Showdown de Richard L. Bare : Alfredo
- 1955-1956 : Crossroads (en)
  - Saison 1, épisode 7 Mr. Liberty Bell (1955 : Rafael) de Ralph Murphy et épisode 31 Home Is the Sailor (1956) de Ralph Murphy
  - Saison 2, épisode 2 Circus Priest (1956) de Ralph Murphy : Luigi Corletto
- 1956 : La Flèche brisée (Broken Arrow)
  - Saison 1, épisode 8 Caged (1956) de John English : Cheewaukee
  - Saison 2, épisode 12 Son of Cochise (1957) : Tahzay
- 1957 : Circus Boy, saison 1, épisode 19 The Knife Thrower : Marino
- 1958 : Zorro, saison 1, épisode 16 Esclaves de l'aigle noir (Slaves of the Eagle) de Robert Stevenson : le neveu de Morales
- 1958 : Maverick, saison 1, épisode 24 Plunder of Paradise de Douglas Heyes : Ricardo
- 1958 : Remous (Sea Hunt), saison 1, épisode 14 Hard Hat (le policier militaire Perez) de John Florea et épisode 21 Magnetic Mine (Diego)
- 1959 : Frontier Doctor (en), saison unique, épisode 33 Superstition Mountain de William Witney : David Lanyon
- 1959-1962 : Les Incorruptibles (The Untouchables)
  - Saison 1, épisode 8 Le Roi de l'artichaut (The Artichoke King, 1959) de Roger Kay : Tony Cestari
  - Saison 2, épisode 22 Meurtre sous verre (Murder Under Glass, 1961)de Walter Grauman : Mendez
  - Saison 3, épisode 4 Les Frères Genna (The Genna Brothers, 1961 : Emilio) de Paul Wendkos et épisode 16 L'Arbre de la mort (The Death Tree, 1962 : George Karig) de Vincent McEveety
- 1960 : Sugarfoot, saison 3, épisode 15 Vinegarroon : Johnny July
- 1961 : The Deputy, saison 2, épisode 20 Shackled Town de Tay Garnett : Pedro O'Brien
- 1961 : Peter Gunn, saison 3, épisode 25 Cry Love, Cry Murder d'Alan Crosland Jr. : Vicente Alvarez
- 1961 : One Step Beyond, saison 3, épisode 30 La Fleur de la révolution (Blood Flower) de John Newland : Simon Alcazan
- 1962 : Laramie, saison 3, épisode 14 The Perfect Gift de Lesley Selander : Jacero
- 1962 : Rawhide, saison 4, épisode 26 Les retrouvailles (Incident of the Reunion) de Sobey Martin : Wild Horse
- 1962-1964 : Les Aventuriers du Far West (Death Valley Days), saison 11, épisode 3 Suzie (1962 : Chee) de Bud Townsend, épisode 7 To Walk with Greatness (1962 : Etaha) de Sidney Salkow et épisode 22 Phantom Procession (1963 : Miguel) de Jesse Hibbs
  - Saison 12, épisode 21 A Book of Spanish Grammar (1964) d'Harmon Jones : Martinez
- 1963 : Suspicion (The Alfred Hitchcock Hour), saison 1, épisode 29 The Dark Pool de Jack Smight : Pedro Sanchez
- 1963 : The Warden d'Irvin Kershner (téléfilm) : Martinez
- 1965 : Bonanza, saison 6, épisode 17 Une femme de feu (Woman of Fire) de William F. Claxton : Carlos
- 1966 : Le Fugitif (The Fugitive)
  - Saison 3, épisode 20 Stroke of Genius de Robert Butler : le shérif-adjoint George
  - Saison 4, épisode 1 The Last Oasis de Gerald Mayer : un garde mexicain
- 1966-1969 : Les Mystères de l'Ouest (Wild Wild West)
  - Saison 2, épisode 7 La Nuit du poison (The Night of the Poisonous Posey, 1966) d'Alan Crosland Jr. : Gallito
  - Saison 4, épisode 19 La Nuit des pistoleros (The Night of the Pistoleros, 1969) de Bernard McEveety : Bernal
- 1967 : Combat ! (Combat!), saison 5, épisode 17 Gadjo : Kako
- 1967 : Hondo, saison unique, épisode 17 Un chapeau de 100 dollars (Hondo and the Rebel Hat) : Neomo
- 1970 : La Sœur volante (The Flying Nun, saison 3, épisode 24 When Generations Gap : un policier